# 富岡町 (小惑星)
富岡町（7021 Tomiokamachi）は、小惑星帯にある小惑星である。1992年5月6日、滋賀県犬上郡多賀町にある観測施設ダイニックアストロパーク天究館の杉江淳によって発見された。

## 命名
福島県双葉郡富岡町を記念して命名された。2013年8月、被災者支援として富岡町の親子111名を迎えて星空観察会を実施した縁から、「みんながひとつの星に思いを集めて富岡町の復興への助けになれば」との復興支援の思いを込めて申請し、2014年7月に正式に命名された。
以下は小惑星センターの記述よりの引用。